# .ar
.ar és l'actual domini de primer nivell territorial (ccTLD) de l'Argentina. El registre NIC Argentina està administrat pel Ministeri d'Afers Exteriors de l'Argentina tot i que el domini de segon nivell .edu.ar reservat a entitats educatives està administrat per l'Associació Xarxes d'Interconnexió Universitària (ARIU).

## Dominis de segon nivell
El domini .ar disposa dels següents dominis de segon nivell:
- .com.ar: ús genèric
- .edu.ar: entitats educatives. Delegat a l'ARIU.[3]
- .gob.ar: entitats governamentals, duplicat del .gov.ar[4]
- .gov.ar: entitats governamentals
- .int.ar: organitzacions internacionals
- .mil.ar: Forces Armades de l'Argentina
- .net.ar: proveïdors de servei d'internet
- .org.ar: organitzacions no comercials
- .tur.ar: agències de turisme